# Jasenná (Zlíni járás)
Jasenná település Csehországban, a Zlíni járásban. Jasenná Vizovice, Ublo, Všemina, Lutonina, Dešná, Prlov, Liptál, Seninka és Pozděchov településekkel határos. Lakosainak száma 945 fő (2024. január 1.).

## Népesség
A település lakosságának változását az alábbi diagram mutatja:
| Lakosok száma | 723  | 785  | 892  | 858  | 867  | 913  | 957  | 967  | 952  | 945  |
|               | 1869 | 1890 | 1921 | 1950 | 1980 | 2001 | 2017 | 2019 | 2022 | 2024 |